# Spoiler (aviação)

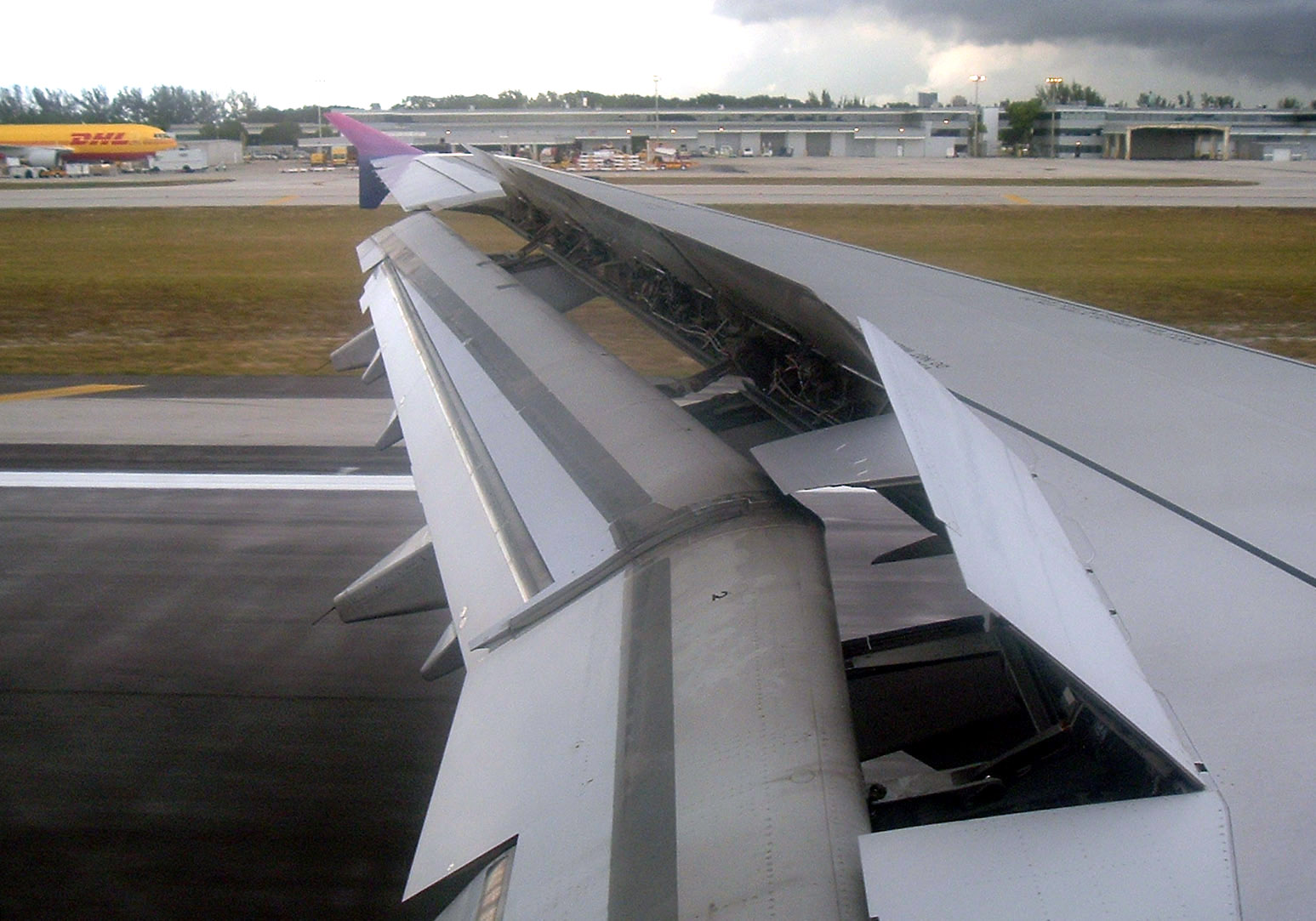
Spoiler de uma aeronave Airbus A321.

Na aviação, spoilers ou speedbrakes são peças móveis posicionadas sobre as asas de aviões, com a função de diminuir a sustentação de uma aeronave. Spoilers abrem-se sobre o extradorso das asas, descolando o escoamento e criando um estol controlado na asa atrás de si e reduzindo a sustentação naquela região da asa. 
Spoilers são largamente utilizados em planadores para controlar a razão de descida e, dessa forma, conseguir um pouso controlado em um ponto desejado. Aumentos na razão de descida podem ser obtidos abaixando o nariz da aeronave, porém, isto resultaria em uma velocidade de pouso excessivamente alta. Spoilers fazem com que a aproximação seja feita em uma velocidade segura para o pouso.
Além de planadores, aviões de linha também se servem de spoilers para realizar procedimentos de descida sem ganho de velocidade. O uso de spoilers para esta função, porém, é limitado, devido à ocorrência de ruído e vibração causados pelo escoamento turbulento na região da asa localizada atrás do spoiler aberto.
São chamadas de speedbrake quando tem a função de quebrar a sustentação da asa, e podem ser utilizadas em duas situações: em voo, quando não são abertos totalmente (<100%) na intenção de se reduzir a velocidade e/ou altitude, mais rapidamente, e em procedimento de pouso, onde é acionado totalmente (100%) após o avião tocar a pista, para quebrar rapidamente a sustentação da aeronave, fazendo com que ela não suba de novo e perca velocidade.
Usado dessa forma, ele ainda apresenta uma vantagem adicional: Ele pode criar uma força de sustentação no sentido inverso, isto é, uma força de sustentação negativa, assim como acontece nos carros da Fórmula 1 e da Fórmula Indy, por exemplo. Nessas competições, é fundamental criar uma força vertical, de cima para baixo, para aumentar o efeito da força normal sobre as rodas, consequentemente aumentando o atrito com o solo. Com isso, fica mais difícil as rodas e os pneus deslizarem sobre a pista. Criou-se um "grip", isto é, uma aderência maior entre os pneus e a pista. O mesmo ocorre com os speedbrakes. Como os pneus estão sendo empurrados contra o solo, ele "gruda" nele com mais eficiência, facilitando, assim, o trabalho dos freios que são colocados nos trens de pouso da aeronave. Com isso, ela pára mais rápido.
É chamado de spoiler quando tem a função de auxiliar nas curvas, tem a mesma função dos ailerons, as superfícies dos spoilers (esquerdo e direito) não se abrem juntas, fazendo que quando numa curva, se o aileron não estiver suficiente, o spoiler sobe quebrando, embora bem pouco, a sustentação da asa em que está levantado, fazendo com que a asa desça e o avião faça a curva.